# 石寶
石寶，《水浒传》中人物。福州人氏，為方臘太子方天定部將，官拜南離大將軍，慣使一把劈風刀，兼用流星錘。連殺梁山戰將五員，並多次和關勝交手，為江南方臘麾下第一猛將。其與國師「寶光如來」鄧元覺、鎮國大將軍厲天閏及護國大將軍司行方統領二十四位戰將，同守杭州寧海軍。

## 對敵
宋江收復秀州（今浙江嘉興市）後，轉戰杭州。首戰，花榮便射死王仁，秦明亦打死鳳儀，後宋江兵分三路攻杭州城門，關勝領軍攻北關門，寶與之戰平。而獨松關、德清縣均克後，宋江兵分五路取門，二軍混戰，石寶錘打死索超、刀斬殺鄧飛、鮑旭。鏖戰烏龍嶺，又打死燕順、腰斬了馬麟。

## 結局
最後，宋軍圍困烏龍嶺，其怕吃捉了受辱，自刎而死。